# Îles du Duc de Gloucester
Îles du Duc de Gloucester – grupa czterech niewielkich wysp pochodzenia wulkanicznego położonych w południowej części archipelagu Tuamotu w Polinezji Francuskiej. Tylko atol Hereheretue jest zamieszkany (według danych ze spisu ludności z 2007 roku wyspę zamieszkiwało 58 osób). Administracyjnie wyspy należą do gminy Hereheretue.
Atol Nukutepipi jest prywatny. W latach 80. kupił go Francuz Jean-Alain Madec, zaś w 2007 odkupił od niego kanadyjski milioner Guy Laliberté, który buduje na niej schronienie dla siebie i swoich bliskich.

## Atole należące do Îles du Duc de Gloucester
- Anuanuraro
- Anuanurunga
- Hereheretue
- Nukutepipi